# Galleon (schwedische Band)
Galleon ist eine 1985 gegründete schwedische Progressive-Rock-Band. 

## Geschichte
Galleon wurde 1985 als Aragon gegründet und experimentierte in den ersten Jahren ihres Bestehens mit wechselnder Besetzung und wechselnden Musikstilen. Ab 1989 gab es eine feste Besetzung, bestehend aus Micke Värn (Gitarre), Göran Fors (Bass, Gesang) und Dan Forsan (Schlagzeug). Nach der Erstellung eines ersten Demo-Tapes wurde der Name zu Galleon geändert.
1992, während der Aufnahmen zum ersten Album Lynx stieß der Keyboarder Ulf Pettersson zur Band.
Drei Alben folgten, 1996 starteten sie ihre erste Europa-Tournee durch Schweden, England und Deutschland.
Nach dem 1998 veröffentlichten Album Mind Over Matter kündigte Micke Värn im April 1999 an, die Band zu verlassen. Ihn ersetzte Sven Larsson. Es folgte eine Tour durch England, wo sie beim Rotherham Rocks-Festival spielten, Belgien und Holland.
2006 verließ Dan Fors die Band aus familiären Gründen, für ihn kam Göran Johnsson (Ex-Grand Stand und Spektrum) zur Band.

## Stil
Der Musikstil von Galleon ist melodischer keyboardlastiger Neo-Prog, mit Anklängen an Genesis, Marillion, Rush und IQ.

## Diskografie

### Studioalben
- 1993: Lynx (Zero Corporation)
- 1994: Heritage and Visions (VF Produktion)
- 1995: King of Aragon (Zero Corporation)
- 1996: The All European Hero (VF Produktion)
- 1998: Mind Over Matter (VF Produktion)
- 2000: Beyond Dreams (Progress Records)
- 2003: From Land to Ocean (Doppel-CD, Progress Records)
- 2007: Engines of Creation (Progress Records)
- 2010: In The Wake of the Moon (Aerodynamic Records)

### Singles
- 1994: At This Moment in Time (VF Produktion)